# Eu Sou o Mensageiro
The Messenger é um dos livros escritos pelo autor australiano Markus Zusak, também autor do sucesso A Menina que Roubava Livros. A história relata a vida de Ed Kennedy, depois de impedir um assalto e começar a receber cartas anônimas, com inscrições por vezes sem sentido, que o levam para pessoas que de alguma maneira necessitam de ajuda.
Ed  Kennedy um adolescente de 19 anos, medíocre e sem futuro, mas que prova que pode ir muito além de sua condição.
A linguagem do livro é totalmente direta, não usa eufemismos, mas ao mesmo tempo é sensível e tocante.

## Descrição do livro
Conheça Ed Kennedy: Taxista, Patético jogador de cartas, um desastre no amor. Mora numa casinha alugada com seu cachorro viciado em café e está apaixonado pela melhor amiga. Seu dia-a-dia é uma rotina de incompetência, até que, sem querer, impede o assalto a um banco. Então recebe a primeira carta: um Ás. É quando Ed se torna o mensageiro...
Escolhido para socorrer, ele segue seu caminho na cidade ajudando-e machucando (quando necessário)- até que resta apenas uma questão: Quem está por trás de sua missão?
Eu sou o mensageiro é sua jornada enigmática repleta de humor, socos e amor.